# Eosentomon meizotarsi
Eosentomon meizotarsi är en urinsektsart som beskrevs av Yin 1982. Eosentomon meizotarsi ingår i släktet Eosentomon och familjen trakétrevfotingar. Inga underarter finns listade i Catalogue of Life.